# Los Grimm
Los Grimm fue una banda de pop-rock de Madrid (España). Se mantuvieron activos entre los años 1964 y 1969. Grabaron siete singles durante esos años. Sus influencias fueron grupos y artistas como The Kinks, The Beatles, The Shadows, James Brown, Otis Redding, Tim Buckley o Steppenwolf.

## Historia
Los Hermanos Jesús y Ángel Fernández, madrileños, admiradores de grupos vocales e instrumentales de la época, formaron en principio un dúo vocal actuando en varios lugares y emisoras de radio de Madrid . En 1964 decidieron montar un grupo musical con otros amigos al que terminaron llamando Los Gringos, integrado entonces, por los dos hermanos Fernández, más el batería Felipe Morcillo. A continuación llegó al grupo, el guitarra Julio Monteagudo y un año después Eduardo Saínz como batería, sustituyendo a Felipe. Meses después se unió José Antonio Rodríguez, como guitarra solista, pasando Julio Monteagudo a tocar el bajo.
Para iniciar su aventura contactaron con Mario Gómez-Morán y Cima, un arquitecto madrileño amante de la música que les suministró la financiación adecuada. Fue a partir de entonces cuando empezaron a tomar valor como grupo musical. Decidieron versionar temas de rock, pop y soul de grupos y cantantes, sobre todo, americanos e ingleses. A principios de 1966, hubo nuevos cambios y el grupo entonces, quedó compuesto por: Víctor Martín -bajista-,  José Antonio Rodríguez -guitarra solista- y Eduardo Saínz, batería, (hermano pequeño de dos de los Pekenikes, -Alfonso y Lucas-). Algún tiempo después, Eduardo sería sustituido por Carlos de la Iglesia, (quien fallecería años más tarde y ya disuelta la banda, en accidente de tráfico junto a la cantante Cecilia). Ángel, primer cantante del grupo original y cofundador con su hermano Jesús, decide abandonar y le sustituyó  Pedro Ample, Pedro Ruy-Blas, para que ejerciese de cantante solista. Con la incorporación de Pedro el grupo se consolida y consiguen muchos contratos, lo que les hace ser cada vez más conocidos y reconocidos en Madrid. Durante dos años ensayaron sin parar de actuar en la cadena de clubes madrileños, (Imperator, Kursal, Princpado, etc. y en Caravana Musical de Jose Luis Álvarez, Televisión y muchos más.).
Debido a su incremento dentro de los grupos musicales de Madrid, se fijó en ellos Ricardo Fuster, (batería de Los Relámpagos), -fallecido en 2023-, quien se incorpora como mánager y les consigue entre otros, un contrato con la discográfica Fonogram, -Philips-. Es esta la que les propuso cambiar su nombre a Los Grimm. También les propusieron, para una primera grabación, componer temas con letras que relataran pequeñas fábulas o cuentos, surgiendo así sus dos primeros singles, siendo Jesús el autor de sus letras. Con una famosa compañía naviera española firman contrato para tocar en un crucero que hacía la travesía Bilbao-Nueva York, cerca de dos meses, del que volverían curtidos y esperanzados. Previamente a esta circunstancia y debido a sus estudios de Medicina, el guitarra solista, José Antonio Rodríguez, abandona el grupo y es sustituido por su amigo Antonio Gómez Tembleque.
En 1967, la banda reorientó su sonido más hacia el soul, una música que fascinaba a Pedro, quien la sentía e interpretaba como pocos en nuestro país. 
Para el tercer trabajo, desde Fonogram, les propusieron realizar versiones de «Pobre Hombre» y «Mientras Viva», en los que incorporaron una sección de vientos y emulando el estilo de los clásicos del Soul, Otis Redding, etc., en la manera de interpretar los temas.
Pedro Ample decidió poco después abandonar la banda. (Se marchó a Los Canarios a sustituir a Teddy Bautista), entrando entonces como voz solista, Pedro Talavera, «Leré». La compañía Fonogram empezó a desinteresarse por ellos debido a los pobres resultados comerciales. La idea inicial de componer canciones como "cuentos", (paralelos a los hermanos Grimm, impuesta al grupo), ocasionó sin duda, no obtener los resultados comerciales esperados. No había mercado para aquel estilo musical. 
A pesar de posteriores cambios de componentes, la banda se asentó con la entrada de dos nuevos miembros. A finales de 1967 reclutaron a Tomás Vega, un enamorado de Jimi Hendrix y Eric Clapton y que fue hasta su disolución el guitarra solista. A principios de 1968 entró como teclista un joven portugués llamado Juan, que hizo que el sonido del grupo girase hacia las influencias psicodélicas que empezaban a recorrer el rock anglosajón.
En 1968 graban su cuarto sencillo, en el que versionaron «Amor De Niña» y «Viaje En La Alfombra Mágica», así como los temas «Love Child» y «Magic Carpet Ride» de Steppenwolf, en los que dan rienda suelta a sus influencias por los sonidos beat y psicodélicos. Las canciones giraban alrededor de los duelos entre los instrumentos de Tomás y Juan. A pesar del enorme prestigio que alcanzaron en el circuito musical madrileño, la fama que esperaban desde Fonogram no llegaba.
En 1969 llegaron sus tres últimos singles. En las canciones «Para Lograr Que Me Quieras» y «Hoja De Trébol», de su quinto sencillo, volvieron a las melodías vocales de sus primeros trabajos. Pero para el sexto sencillo regresaron a sus influencias psicodélicas y a los "salvajes" duelos guitarra-órgano, de su cuarto sencillo. Grabaron «Sasafrás» (versión del tema «Hot Smoke And Sasafras» de Bubble Puppy) y «Tengo Sueños». El vocalista Pedro Talavera abandonó el grupo, entrando entonces Pablo Abraira a ejercer como cantante. Con él grabaron el que fue su último trabajo, «Sin Nombre,Sin Faz Ni Silueta» y «Want My Love Again», el único tema en el que cantaron en inglés y, quizás, su canción más intensa.
A finales de 1969 Jesús, fundador de ambos grupos, decidió disolver la banda, ya que estaba endeudado con Mario Gómez-Morán. Vendió parte de los instrumentos para saldar la deuda con este y con otros acreedores. Fue el final de la banda.

## Miembros
- Jesús Fernández, -Fundador-, (1964-1969): (guitarra rítmica). -Los Gringos/Los Grimm-
- Ángel Fernández, -Fundador-, «Patato», (1964-1965): (voz). -Los Gringos-
- Felipe Morcillo, (1964-1965): (batería). -Los Gringos-
- Julio Monteagudo, (1964-1965): (guitarra), -Los Gringos-
- Eduardo Saínz, (1965-1966): (batería), -Los Gringos-
- José Antonio Rodríguez, (1965-1967): (guitarra solista), -Los Gringos/Los Grimm-
- Carlos de la Iglesia, «Rufo», (1966-1969): (batería). -Los Gringos/Los Grimm-
- Víctor Martín, «Torino» (1966-1969): (bajo).  -Los Gringos/Los Grimm-
- Pedro Ample, (Pedro Ruy Blas) (1966-1968): (voz). -Los Gringos/Los Grimm-
- Antonio Gómez Tembleque, «Greco» (1967): (guitarra solista). -Los Grimm-
- Tomás Vega,(1967-1969): (guitarra solista). -Los Grimm-
- Pedro Talavera, «Leré» (1968): (voz). -Los Grimm-
- Juan Marcos, (1968-1969): (teclados). -Los Grimm-
- Pablo Abraira, (1968-1969): (voz). -Los Grimm-

### Sencillos
- «La amistad» / «Un día soñé».
- «Palacio de cristal» / «Un talismán».
- «Pobre hombre» / «Mientras viva».
- «Amor de niña» / «Viaje en la alfombra mágica».
- «Para lograr que me quieras» / «Hoja de trébol».
- «Sasafrás» / «Tengo sueños». .
- «Sin nombre, sin faz ni silueta» / «Want my love again».

### Álbumes
- Viaje en la alfombra mágica (Maximun freakbeat from Spain 1965/1969) (Electro Harmonix, 2005). Reedición en vinilo de 10" de los siete singles de Los Grimm.

- Datos: Q5979750